# Нижегородская агломерация
Нижегоро́дская агломера́ция (ранее именовалась Го́рьковская агломерация) — одна из крупнейших городских агломераций Поволжья с населением 1 983 914 чел. (2025) в укрупнённом виде, что составляет 63,1 % населения Нижегородской области, 6,97 % населения Приволжского федерального округа, 1,48 % населения Российской Федерации. Сформировалась вокруг столицы Нижегородской области и Приволжского федерального округа — Нижнего Новгорода.

## Состав
| Муниципальное образование    | Территория, км² | Население, чел. | Плотность, чел./км² |
| ---------------------------- | --------------- | --------------- | ------------------- |
| Нижний Новгород              | 466,5           | ↘1 222 172      | 2975,97             |
| Дзержинск                    | 421,53          | ↘223 327        | 529,8               |
| Балахнинский район           | 896,59          | ↘71 497         | 79,74               |
| Богородский район            | 1 459,00        | ↗57 828         | 39,64               |
| Бор                          | 3 584,28        | ↘117 287        | 32,72               |
| Городецкий район             | 1 482,72        | ↘79 491         | 53,61               |
| Кстовский район              | 1 224,97        | ↘121 322        | 99,04               |
| Павловский район             | 1 097,11        | ↘90 990         | 82,94               |
| Вся агломерация              | 10 576,88       | 1 983 914       | 187,57              |
| Доля в Нижегородской области | 13,8 %          | 65,27 %         |                     |

В таблице приведён состав агломерации согласно «Положению о территориальном планировании» проекта «Схемы территориального планирования Нижегородской области», а также «Стратегии развития Нижегородской области до 2020 года».
Ядро агломерации образуют города Нижний Новгород, Дзержинск, Бор и Кстово. Действующие власти Нижегородской области отрицают наличие планов объединения городов Дзержинск, Бор и Кстово с Нижним Новгородом в период до 2030 года.

Согласно Генеральному плану города Нижнего Новгорода предполагается 
«включение в структуру Нижегородской агломерации городов: Нижний Новгород, Дзержинск, Кстово, Бор, Богородск, Балахна, Заволжье, Городец, Павлово с общей численностью на перспективу — 2.0−2.4 млн человек.»

## Экономика

### Автомобилестроение
- группа «ГАЗ»
- АО «Северсталь-Авто» (создание дизельных двигателей)
- ООО «Павловский автобус»
- ОАО «Заволжский моторный завод»
- ОАО «Заволжский завод гусеничных тягачей».

### Стекольная промышленность
- Борский стекольный завод (производство и поставка стекла на рынок автопроизводителей: АвтоВАЗ, ГАЗ, ЗИЛ, ИжМаш, ПАЗ, КамАЗ, ЗМА, ЗАЗ, УАЗ, FORD и др.)
- ООО «Посуда»
- ЗАО «Балахнинское стекло».

### Информационные технологии и телекоммуникации
- группа компаний «Мера» (производство программно-аппаратного обеспечения, в том числе по заказу Intel Servis Inc)
- ООО Телека Россия
- ООО «Теком».
- ООО «1С-Рарус-НН»

### Химическая, нефтехимическая промышленность
Производственные мощности акционерных обществ:
- ОАО «Нижфарм»
- «Сибур-Нефтехим»
- «Лукойл»
- «Теплово синтез»
- «Синтез»
- «Дзержинское Оргстекло»
- ФКП «Завод им. Свердлова»
- ОАО «Дзержинскхиммаш»
- «Акрилат» (выпускается несколько сотен наименований химической продукции, используемой в различных отраслях народного хозяйства).

### Целлюлозно-бумажная промышленность
- ОАО «Волга» (выпуск газетной и оберточной бумаги).

### Оборонно-промышленный комплекс
- Авиастроение — ОАО «НАЗ Сокол» (производство военной техники);
- Судостроение — завод Красное Сормово (строительство серий из 10 танкеров);
- Приборостроение и наука: федеральные научно- производственные центры (ОАО «ФНПЦ» ННИИРТ", ОАО «ОКБМ Африкантов», ФГУП ННИПИ «Кварц», ФГУП «НИИИС им. Седакова»).

Более 40 % предприятий и организаций являются головными в своих отраслях в области разработки поставки и производства вооружения и военной техники для Вооруженных сил РФ.

### Деловая и рекреационная сфера
Перспективой развития агломерации является освоение 3,6 тыс. га территории Борского района, расположенной на левом берегу р. Волги, напротив исторической части Нижнего Новгорода, создание «Города будущего».